# Smålands runinskrifter 69
Smålands runinskrifter 69 är en vikingatida runsten av smålandsporfyr som står rest på Fröderyds kyrkogård, Fröderyds socken och Vetlanda kommun. Runstenen är 1,4 meter hög, 1,3 meter och 0,3 meter tjock. Runhöjden är 10-11 centimeter. Stenen står sydväst om Fröderyds kyrka vid kyrkogårdsmurens sydvästra hörn. Stenen kan ha flyttats till kyrkogården, men det kan också vara så att kyrkogården utvidgats och att stenen då hamnat innanför muren.

## Inskriften
Translitterering av runraden:
khiʀbiarn : sati : stein : þana : eftiʀ : suil : bruþur : si(n) :
Normalisering till runsvenska:
Gæiʀbiorn satti stæin þenna æftiʀ Svæin(?)/Svæll(?), broður sinn.
Översättning till nusvenska:
Gerbjörn satte stenen efter Sven(?)/Sväll(?) sin broder.